# Binetův vzorec (mechanika)
Binetův vzorec je lineární diferenciální rovnice druhého řádu, vyjadřující pohyb tělesa v centrálním poli. Mějme těleso hmotnosti {\displaystyle m}, jehož polární souřadnice jsou {\displaystyle r} a {\displaystyle \varphi }. Binetův vzorec je rovnice pro inverzní vzdálenost {\displaystyle u={1 \over r}}, a má tvar
{\displaystyle {{{\mbox{d}}^{2}u \over {\mbox{d}}\varphi ^{2}}+u=-{m \over L^{2}}{{\mbox{d}}V \over {\mbox{d}}u}}}
kde {\displaystyle V} je potenciál tělesa v centrálním poli, {\displaystyle L} je jeho moment hybnosti (vzhledem k centru síly).
Nalezneme-li funkci {\displaystyle u(\varphi )} řešící Binetův vzorec pro daný potenciál {\displaystyle V}, trajektorii tělesa dostaneme opět inverzí, tedy {\displaystyle r(\varphi )={1 \over u(\varphi )}}

## Gravitační pole
Důležitým případem je pohyb tělesa v gravitačním poli, tedy v potenciálu
{\displaystyle V(r)=-{\alpha  \over r}}
kde {\displaystyle \alpha ={GMm}} je konstanta. Binetův vzorec má zde tedy tvar
{\displaystyle {{\mbox{d}}^{2}u \over {\mbox{d}}\varphi ^{2}}+u={\alpha m \over L^{2}}}
To je nehomogenní linearní diferenciální rovnice s konstantními koeficienty odpovídající lineárnímu harmonickému oscilátoru v tíhovém poli. Její obecné řešení je
{\displaystyle u(\varphi )={\alpha m \over L^{2}}(1+\varepsilon \cos(\varphi -\varphi _{0}))}
kde {\displaystyle \varepsilon ,\varphi _{0}} jsou integrační konstanty. Konstanta {\displaystyle \varphi _{0}} určuje směr osy dráhy, můžeme ji bez újmy na obecnosti položit rovnou nule.
Převrácená hodnota určuje tvar dráhy
{\displaystyle r(\varphi )={p \over 1+\varepsilon \cos \varphi }}
kde {\displaystyle p={L^{2} \over \alpha m}}. To je rovnice regulární kuželosečky v polárních souřadnicích. Konstanta {\displaystyle \varepsilon } je numerická excentricita a souvisí s celkovou energií tělesa v gravitačním poli (s nulovou hladinou potenciálu v nekonečnu) vztahem
{\displaystyle \varepsilon ^{2}-1={2L^{2}E \over \alpha ^{2}m}}
Těleso (např. planeta, družice nebo kometa) se tedy v centrálním gravitačním poli pohybuje po
- elipse, je-li {\displaystyle \varepsilon <1}
- parabole, je-li {\displaystyle \varepsilon =1} a
- hyperbole, je-li {\displaystyle \varepsilon >1}.

První případ platí pro pohyb planet a vyjadřuje tak první Keplerův zákon.